# Province de Piura
La province de Piura (en espagnol : Provincia de Piura) est l'une des huit  provinces de la région de Piura, au nord-ouest du Pérou. Son chef-lieu est la ville de Piura, qui est également la capitale de la région.

## Géographie
La province couvre une superficie de 6 211,61 km2. Elle est limitée au nord-est par la province d'Ayabaca, à l'est par la province de Morropón, au sud-est par la région de Lambayeque, au sud par la province de Sechura, à l'ouest par la province de Paita et au nord-ouest par la province de Sullana.

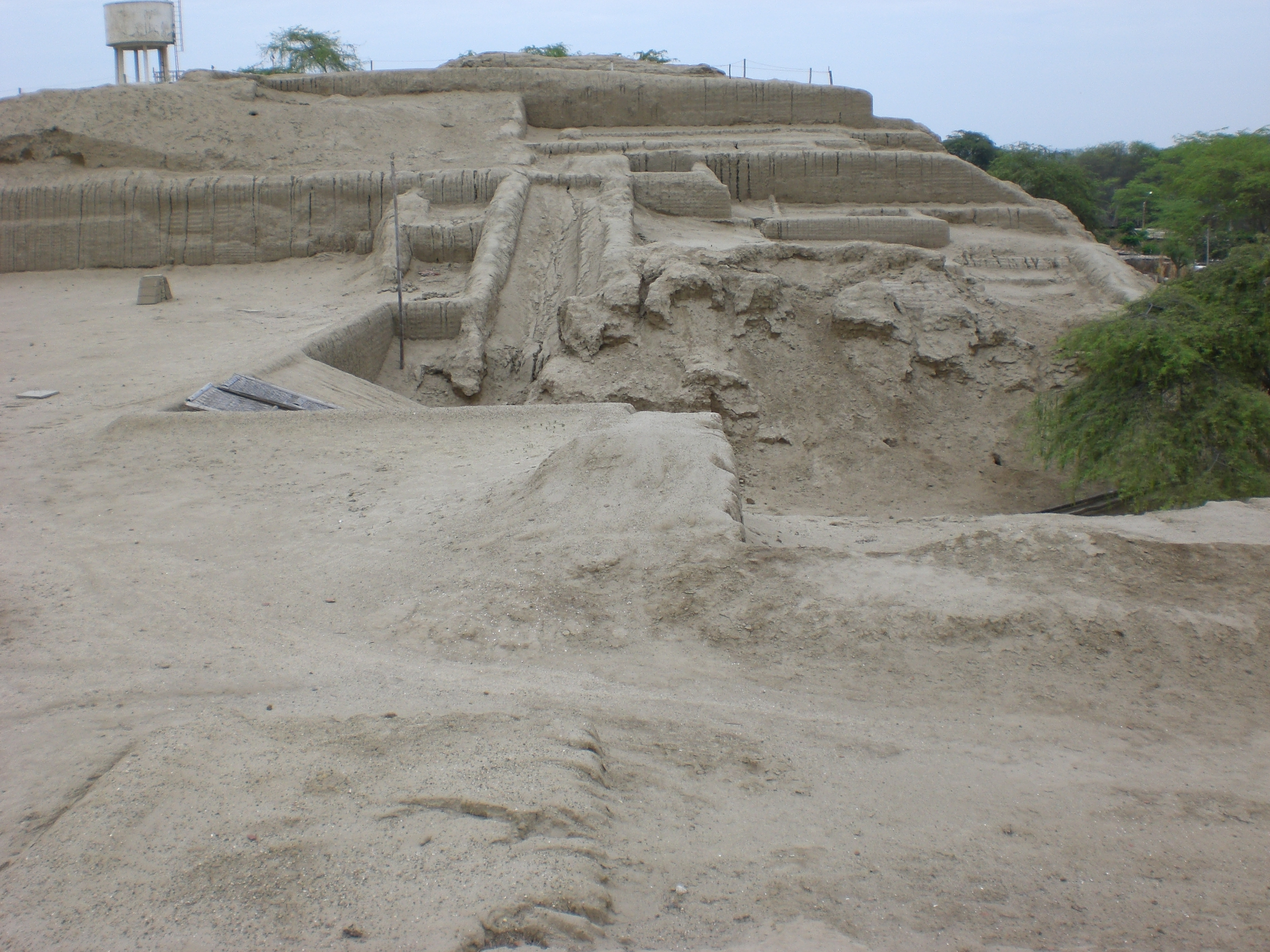
Narihualá (südlich von Piura / Catacaos)

## Histoire
La province a été fondée le 20 mars 1861.

## Population
La population de province s'élevait à 642 428 habitants en 2005.

## Subdivisions
La province de Piura est divisée en dix districts :
- Castilla
- Catacaos
- Cura Mori
- El Tallán
- La Arena
- La Unión
- Las Lomas
- Piura
- Tambo Grande
- Veintiséis de Octubre